# Lithurgus littoralis
Lithurgus littoralis är en biart som beskrevs av Cockerell 1917. Lithurgus littoralis ingår i släktet Lithurgus och familjen buksamlarbin. Inga underarter finns listade i Catalogue of Life.